# Puskás Attila
Puskás Attila (Kolozsvár, 1931. augusztus 9. –) erdélyi magyar biológus, entomológus, politikus. Puskás Lajos pedagógus fia.

## Életútja
Középiskolát szülővárosa Piarista Főgimnáziumában és az Ady-Șincai Fiúlíceumban végzett (1950); Veres József iró és geológus osztálytársa; egyetemi diplomát a Bolyai Tudományegyetem Természetrajzi Karán szerzett (1954). Tanári pályáját a csíkszépvízi általános iskolában kezdte (1954–55), majd tanított a csíkszeredai vegyes líceumban (1955–58), ahol kezdeményezésére komoly művelődési élet indult el. A diákok bevonásával színdarabokat, irodalmi eseteket, a helyi rádióban történelmi megemlékező műsorokat rendezett. Mivel ezt a tevékenységet a kommunista pártvezetés és a főtanfelügyelő politikai jellegük miatt elítélte, 1958 nyarán Csíkdánfalvára helyezték.
1959. máj. 12-én öt tanártársával és öt diákkal együtt letartóztatták, és őt magát „a társadalmi rend elleni felforgató tevékenység” valamint „tiltott írások terjesztése miatt” (ez utóbbi vád tulajdonképpen egy saját ’56-os versét jelentette) fővádlottként húsz év kényszermunkára ítélték. 1964. augusztus 3-án szabadult általános közkegyelem révén. Szabadulását követően sokáig csak kereskedelmi munkahelyeket tölthetett be, majd a Kovászna megyei mezőgazdasági igazgatósághoz tartozó növényvédelmi felügyelőség biológusa-, illetve főbiológusaként a növényvédelmi előrejelzést irányította, nyugalomba vonulásáig.
1990 után újra politikai tevékenységbe kezdett. Három éven át az RMDSZ Kovászna megyei szervezetének alelnöke, a 2000–2008 közti két törvényhozási ciklusban Sepsiszentgyörgy városi tanácsának képviselője volt. A Volt Politikai Foglyok Szövetsége Kovászna megyei szervezetének alelnöke.

## Munkássága
1969-től közölt tudománynépszerűsítő írásokat. A Hét, Dolgozó Nő, TETT, Megyei Tükör munkatársa. 1972-ben Berde Áron-díjat nyert ökológiai jellegű, környezetvédelmi tanulmányaiért. Állandó előadója volt a Pro Natura táboroknak. A Kriterion Téka-sorozata számára szakértőként válogatást és fordítást készített a nagy francia rovartanos, Jean-Henri Fabre írásaiból, valamint Pasteur biokémiai, mikrobiológiai szakmunkáiból. Meghatározta a bukaresti Központi Előrejelzési Intézet és több megye lepkegyűjteményeit, és több száz fajjal rendelkező rovargyűjteményt állított össze a Kovászna megyei Növényvédelmi Felügyelőség számára. 2008-ban közreadta édesapja, Puskás Lajos börtönnaplóját, „Más jövőt álmodtam” címmel. A Háromszék napilap Nemere nevű mellékletének hasábjain sorozatokban foglalkozik a gombaismeret, gyógynövényismeret, valamint a gyomnövények és káros rovarok elleni védekezés kérdéseivel. A Pro natura gyűjteményben (1995) Kímélnünk kell a rovarokat is című tanulmányával szerepel.

## Elismerései
1956-os helytállásáért a Magyar Köztársaság elnöke „A hazáért és a szabadságért” emlékéremmel tüntette ki (1991). Később (2004) megkapta a román államtól az „Antikommunista Ellenállásért” elismerő oklevelet, 2008-ban pedig a Sólyom László magyar köztársasági elnök által adományozott Magyar Köztársasági Arany Érdemkeresztet. 2010-ben Sepsiszentgyörgy „Pro Urbe” díjjal ismerte el a városért végzett tevékenységét.

## Önálló kötetei
- Barátaink és ellenségeink, a rovarok (Bukarest: Tud. és Encikl. Kiadó, 1975)
- Rovargyűjtők könyve (Kolozsvár-Napoca: Dacia, 1976)
- A fenyők birodalmában (Kolozsvár: Tinivár, 1997)
- Növényvédelmi ÁBC (Sepsiszentgyörgy, 2000)
- Puskás Tivadar, a nagy magyar feltaláló (Sepsiszentgyörgy: T3, 2013)
- Utak és ösvények. Erdélyi magyar sors (Kaláka Könyvek), Hármas Alapítvány kiadása, Sepsiszentgyörgy, 2017
- Alkonykor (Sepsiszentgyörgy: T3, 2014)